# Dirichlet-Prinzip
Das Dirichlet-Prinzip in der Potentialtheorie besagt, dass Funktionen {\displaystyle u} in einem Gebiet {\displaystyle G\subset \mathbb {R} ^{n}} (mit vorgegebenen stetigen Werten {\displaystyle u=g} auf dem Rand von {\displaystyle G}) existieren, die das „Energiefunktional“ (Dirichlet-Integral)
{\displaystyle D(u)=\int _{G}\left({\left({\frac {\partial u}{\partial x_{1}}}\right)}^{2}+{\left({\frac {\partial u}{\partial x_{2}}}\right)}^{2}+\dots +{\left({\frac {\partial u}{\partial x_{n}}}\right)}^{2}\right)\,\mathrm {d} \lambda ^{n}=\int _{G}|\nabla u|^{2}\mathrm {d} \lambda ^{n}\geq 0}
minimieren, und die Laplace-Gleichung
{\displaystyle \Delta u=0}
in {\displaystyle G} erfüllen, also harmonische Funktionen sind. Dabei wird vorausgesetzt, dass die Funktionen {\displaystyle u} in {\displaystyle G} und auf dem Rand von {\displaystyle G} stetig sind und in {\displaystyle G} stetig differenzierbar sind ({\displaystyle u\in C^{0}({\bar {G}})\cap C^{1}(G)}, siehe für {\displaystyle C^{0}} und {\displaystyle C^{1}} Differentiationsklasse). Manchmal wird auch noch eine Eindeutigkeitsaussage für die Funktion (und das Minimum des Dirichletintegrals) hinzugefügt.

## Geschichte
Es wurde von Georg Friedrich Bernhard Riemann zur Begründung seiner Theorie riemannscher Flächen verwendet (insbesondere für den Beweis der Existenz analytischer Funktionen auf diesen Flächen), der es nach seinem Lehrer Peter Gustav Lejeune Dirichlet benannte. Es taucht zwar nicht explizit in den Schriften von Dirichlet auf, wurde von ihm aber in seinen Vorlesungen verwendet, aus denen Riemann es kannte. Bei analytischen Funktionen erfüllen der Real- und Imaginärteil separat die Laplacegleichung. Durch die Kritik von Karl Weierstraß, der ein Beispiel eines ähnlichen Variationsproblems gab, bei dem keine Funktion existierte, die das Minimum annahm, war das Dirichlet-Prinzip im 19. Jahrhundert in Misskredit geraten. Erst insbesondere durch die Arbeiten von David Hilbert (1904), der sogenannte „direkte Methoden“ der Variationsrechnung verwendete, wurde es rehabilitiert und dann häufig z. B. von Richard Courant in der Theorie der konformen Abbildungen und in der Theorie der Minimalflächen verwendet.
Das Dirichlet-Prinzip liefert eine Methode für die Lösung des für die mathematische Physik fundamentalen „Dirichlet-Problems“, nämlich die Laplace-Gleichung in einem vorgegebenen Gebiet {\displaystyle G} zu vorgegebenen Werten der Funktion auf dem Rand (Dirichlet-Randbedingung) zu lösen. Dieses Problem wird nämlich nun dadurch charakterisiert, einen Minimierer für ein geeignetes Funktional aufzufinden. Letztere Fragestellung gehört zum mathematischen Gebiet der Variationsrechnung.
Die Auffassung des Dirichlet-Integrals als potentielle Energie und dass die Funktionen, die das Dirichlet-Integral minimieren, den Gleichgewichtslagen eines Systems entsprechen, war Dirichlet bewusst. Da das Dirichlet-Integral größer oder gleich Null ist, wurde die Existenz einer Minimallösung als evident betrachtet. Dirichlet hatte bei seinem Prinzip auch Vorläufer bei William Thomson und Carl Friedrich Gauß.

## Beweisskizze
Sei {\displaystyle v} eine beliebige stetig differenzierbare Funktion mit {\displaystyle v=0} auf dem Rand von {\displaystyle G}. Dann gilt für alle {\displaystyle \varepsilon \in \mathbb {R} }
{\displaystyle D(u+\varepsilon v)=D(u)+2\varepsilon \int _{G}(\nabla u)(\nabla v)\mathrm {d} \lambda ^{n}+{\varepsilon }^{2}D(v)\ .}
Insbesondere existiert der Limes
{\displaystyle \lim _{\varepsilon \rightarrow 0}{\frac {D(u+\varepsilon v)-D(u)}{\varepsilon }}=2\int _{G}(\nabla u)(\nabla v)\mathrm {d} \lambda ^{n}\ .}
Da das Funktional {\displaystyle D} in {\displaystyle u} ein Minimum annimmt, ist {\displaystyle {\frac {D(u+\varepsilon v)-D(u)}{\varepsilon }}\geq 0} für {\displaystyle \varepsilon >0} und {\displaystyle {\frac {D(u+\varepsilon v)-D(u)}{\varepsilon }}\leq 0} für {\displaystyle \varepsilon <0}. Also muss der Grenzwert 0 sein, d. h.
{\displaystyle 0=2\int _{G}(\nabla u)(\nabla v)\mathrm {d} \lambda ^{n}\ .}
Die erste greensche Formel liefert
{\displaystyle 0=\int _{G}(\nabla u)(\nabla v)\mathrm {d} \lambda ^{n}=-\int _{G}(v\triangle u)\mathrm {d} \lambda ^{n}+\int _{\partial G}v{\frac {\partial u}{\partial \nu }}\,\mathrm {d} \sigma =-\int _{G}(v\triangle u)\mathrm {d} \lambda ^{n}\ ,}
wobei {\displaystyle v=0} auf dem Rand {\displaystyle \partial G} benutzt wurde.

Da {\displaystyle v} bis auf die oben angegebenen Einschränkungen beliebig war, folgt aus dem Fundamentallemma der Variationsrechnung, dass {\displaystyle u} die Laplace-Gleichung in {\displaystyle G} erfüllen muss. 
Vorsicht: Vorausgesetzt wurden hierbei, dass man a priori wusste, dass {\displaystyle u} zweimal stetig differenzierbar ist und dass auf dem Gebiet {\displaystyle G} der gaußsche Integralsatz gilt. Letzteres ist keine große Restriktion, hingegen ist die erste implizite Voraussetzung delikaterer Natur.